# Teckning (konst)

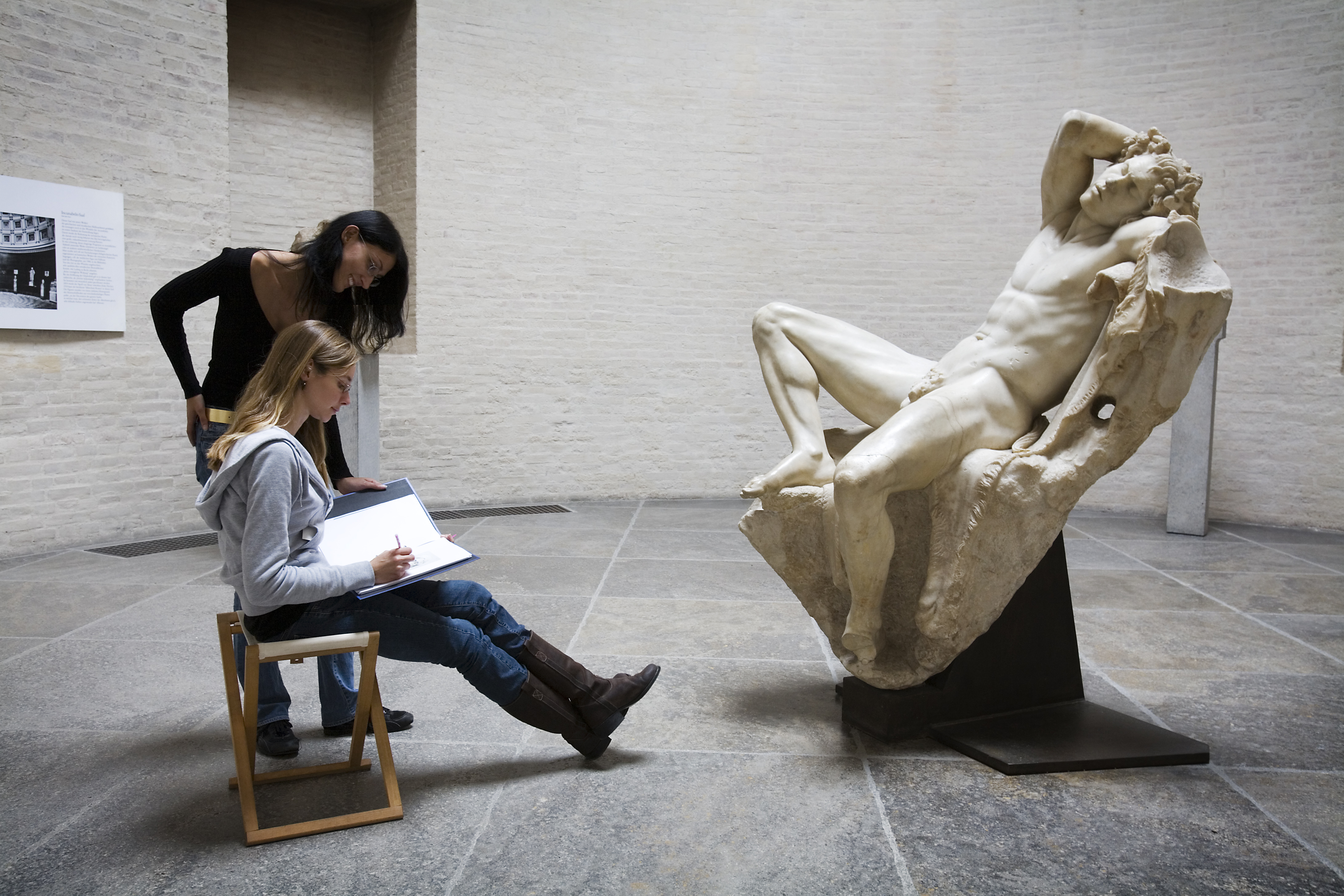
En ung kvinna tecknar framför Barberinis Faun.

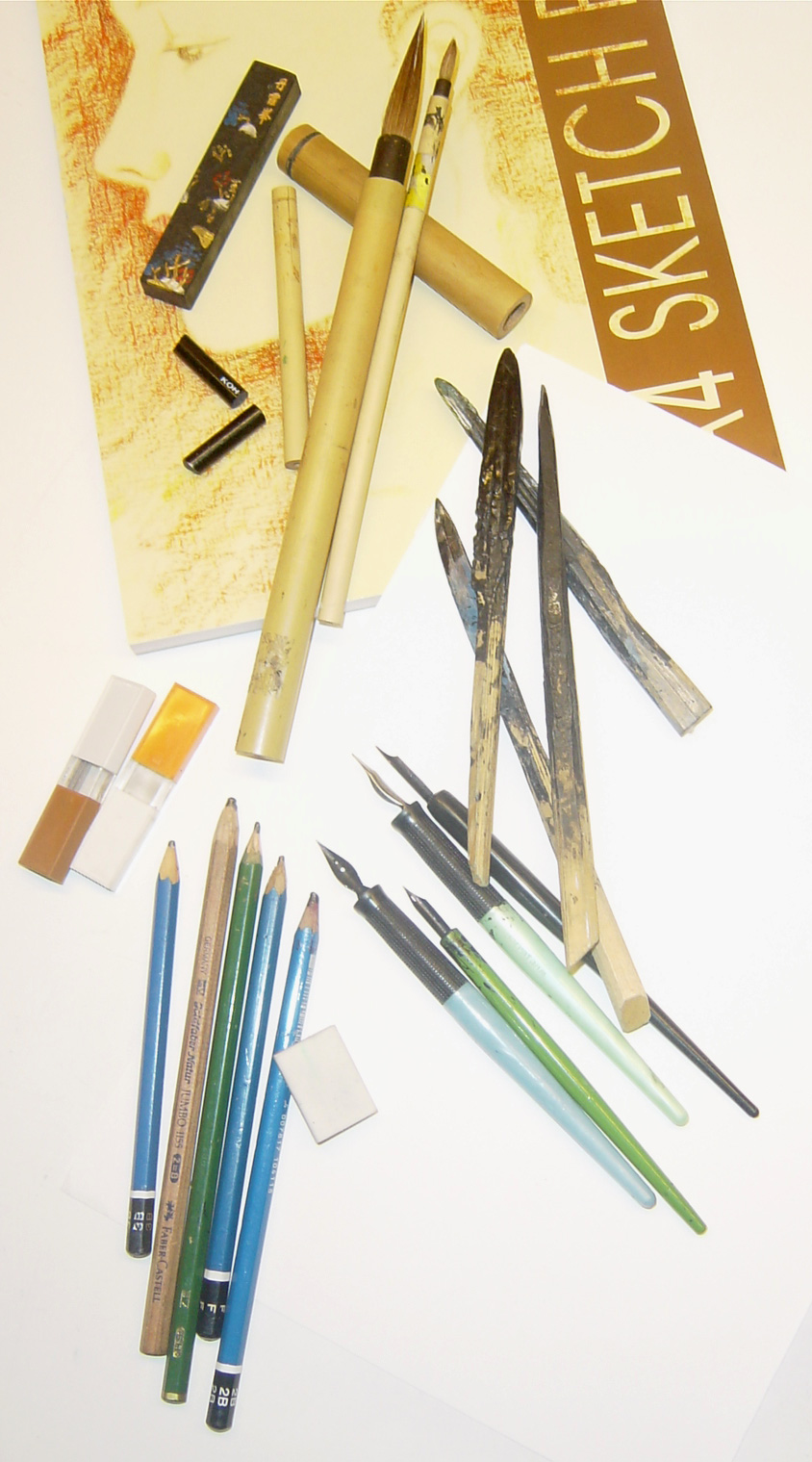
Konstnärsmateriel för teckning

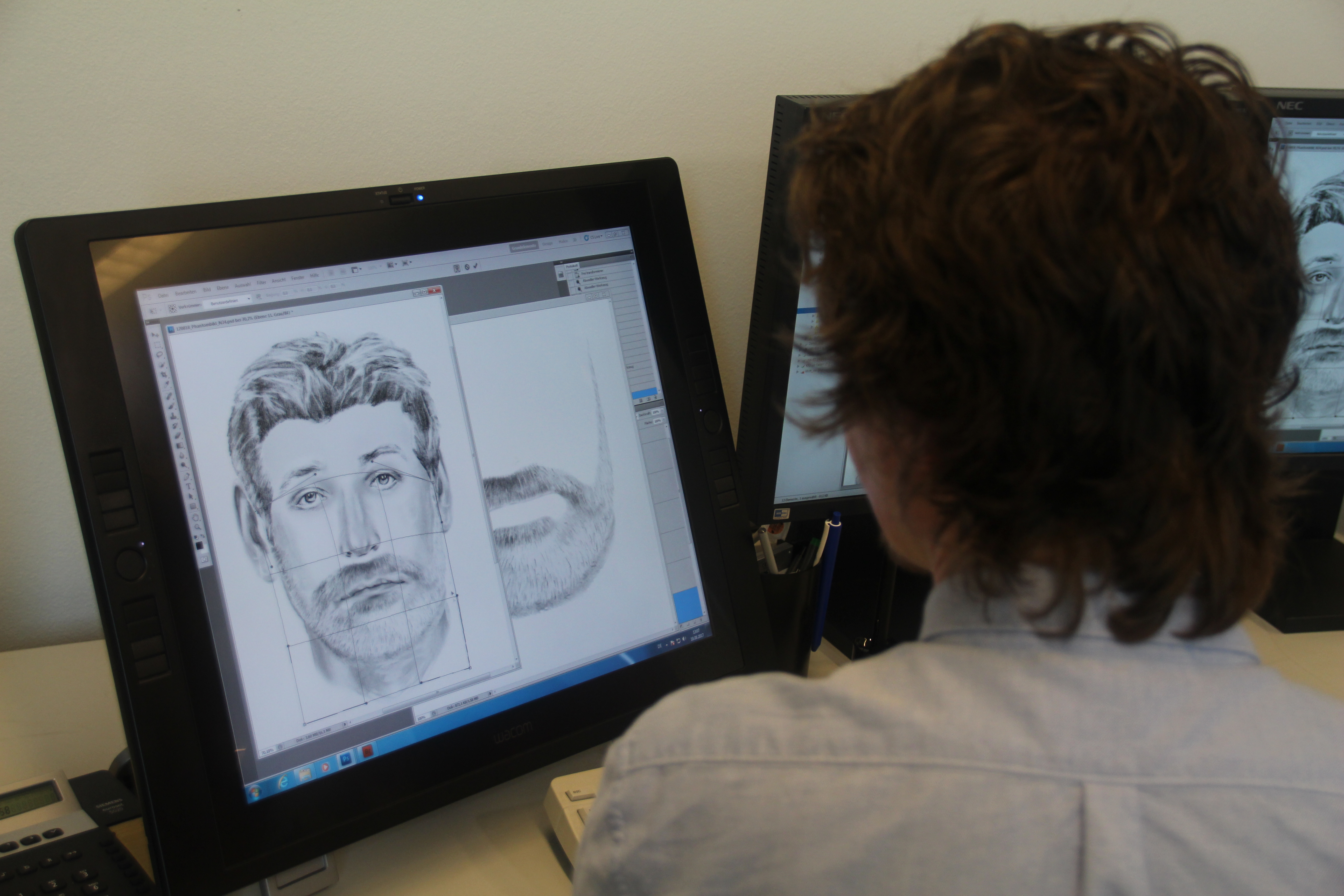
En tecknare gör en fantombild med hjälp av ett datorprogram.

Teckning är en visuell konst där bilden skapas av valfria ritinstrument för att markera ett tvådimensionellt medium. I teckning är former och ytor som erhålls med hjälp av linjer, punkter och ytor, viktigare än färg och tredimensionella former.
I teckning är linjen den dominerande beståndsdelen. I måleri och skulptur är det motsatt, och där är det färgens sammansättning, material och tredimensionella former, som har den största betydelsen. Kalligrafi (skönskrift) jämställs i vissa sammanhang med teckningskonst.
En person som arbetar med teckning kallas tecknare. Verbet blir att teckna eller att rita.
Teckning har varit populärt och grundläggande för kollektiva uttryck under hela mänsklighetens historia. Den relativt enkla tillgången till bastillbehör gör teckning mer universell än de flesta andra medier.

## Teckningsmateriel
Vanligtvis används konstnärsmateriel som blyertspennor, kritor, teckningskol, bläck, pastell, tusch eller stylus. Papper är det vanligaste materialet att teckna på men även kartong, kanvas, läder och plast används. Att teckna på en ritplatta som kopplas i datorn är också vanligt. Tillfälliga teckningar kan göras på en svart griffeltavla eller en whiteboardtavla, eller nästan vad som helst.

## Översikt
Teckning är en form av bildligt uttryck och är en av de största formerna inom bildkonst. Vissa teckningsmetoder eller tillvägagångssätt, till exempel klotter och andra informella typer av teckning betraktas inte alltid som "riktig konst". Där ingår att med fingrarna "teckna" på en dimmig spegel som orsakats av ånga från en dusch. Där finns också den surrealistiska metoden entopic graphomania där prickarna är gjorda av smuts på ett tomt pappersark och linjer sedan görs mellan dessa prickar.
Likaså kalkering, där man ritar på ett tunt papper runt konturerna av redan existerande former som syns igenom detta papper, anses inte heller vara konst, även om det kan vara en del av tecknarens förberedning.
Den producerade bilden kallas också teckning. En snabb, ofärdig teckning kan definieras som en skiss.
Teckning avser i allmänhet märkning av linjer och skuggområden på papper. Traditionella teckningar var svartvita, eller hade lite färg, medan moderna teckningar som är färglagda med färgpennor kan korsa en gräns mellan teckning och målning. Torra media, som normalt förknippas med teckning, såsom krita, kan användas i pastellmålningar. Teckning kan göras med ett flytande medium, som appliceras med penslar eller pennor. Teckning är ofta utforskande, med stor betoning på observation, problemlösning och sammansättning.

## Historia
Människor har gjort sten- och grottmålningar sedan förhistorisk tid.
Under 12-1300-talen e.Kr förberedde munkar bokmåleri på velängpapper eller pergament i kloster genom hela Europa.

## Galleri

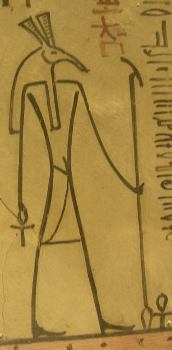
Egyptiska guden Set.
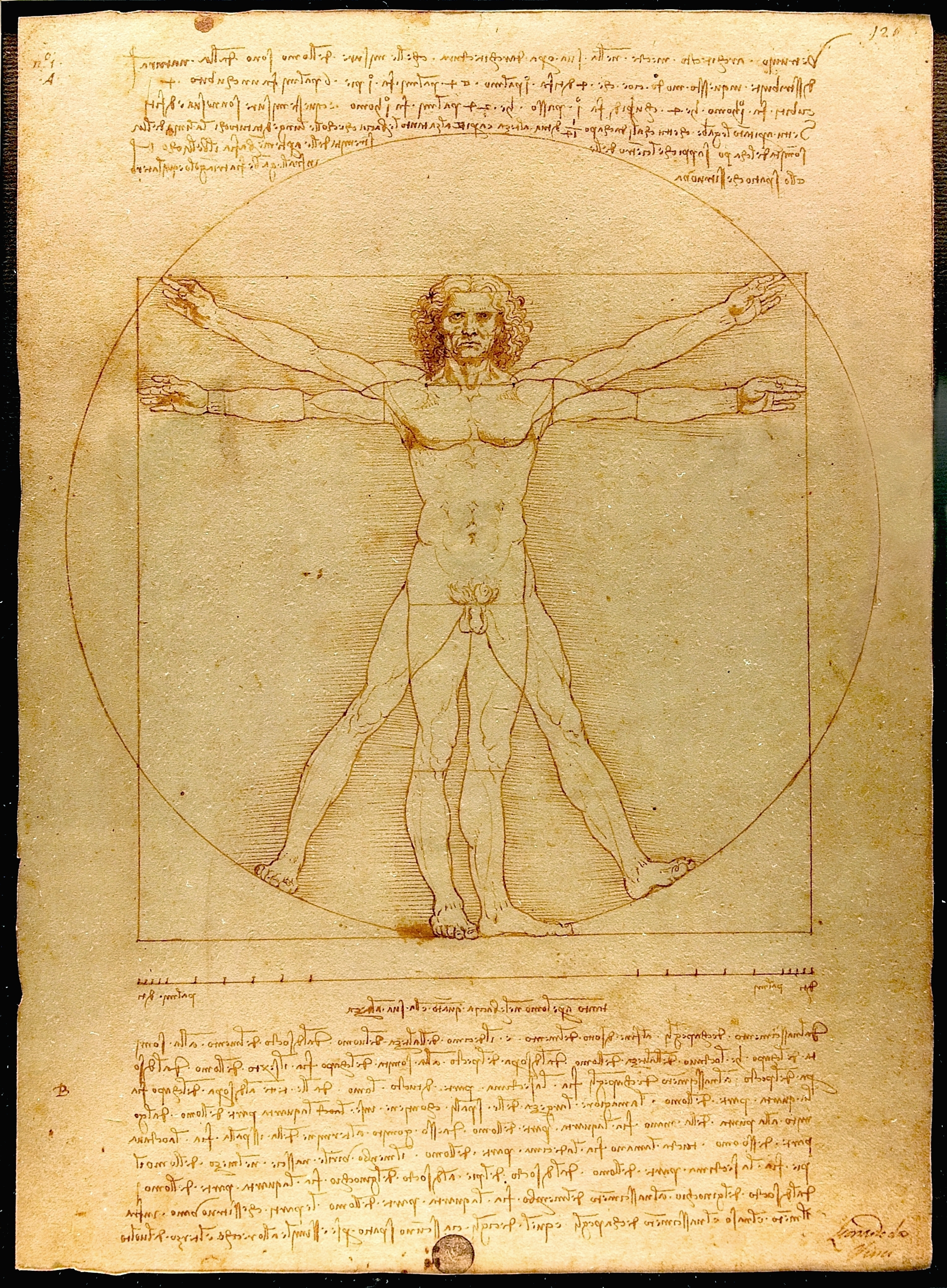
Leonardo da Vinci.
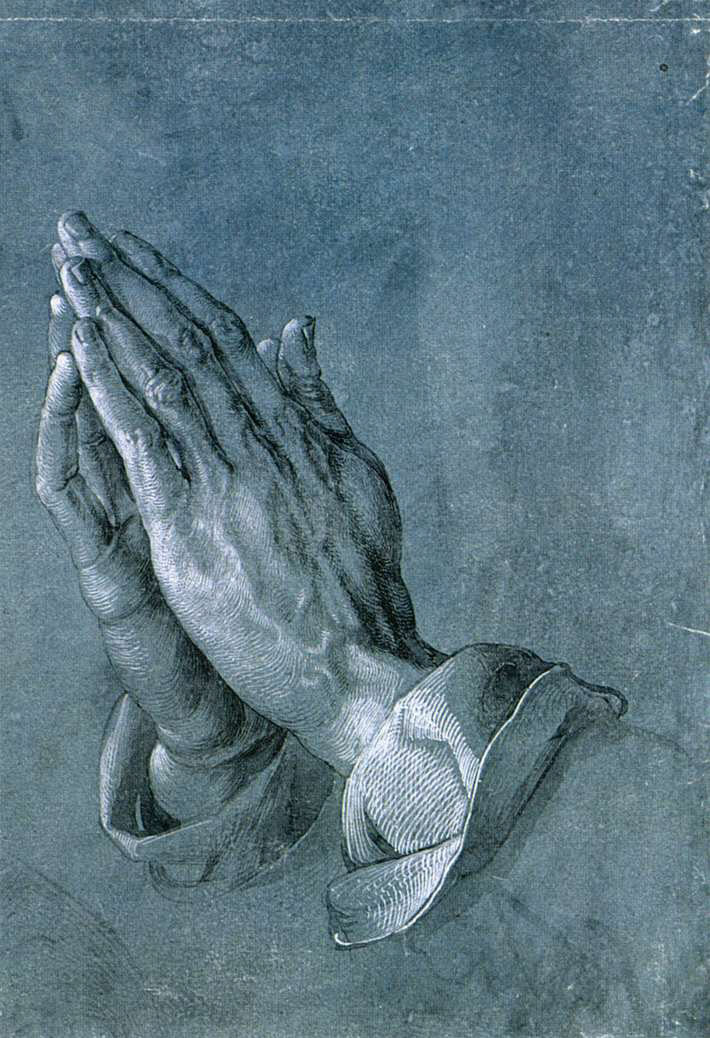
Albrecht Dürer
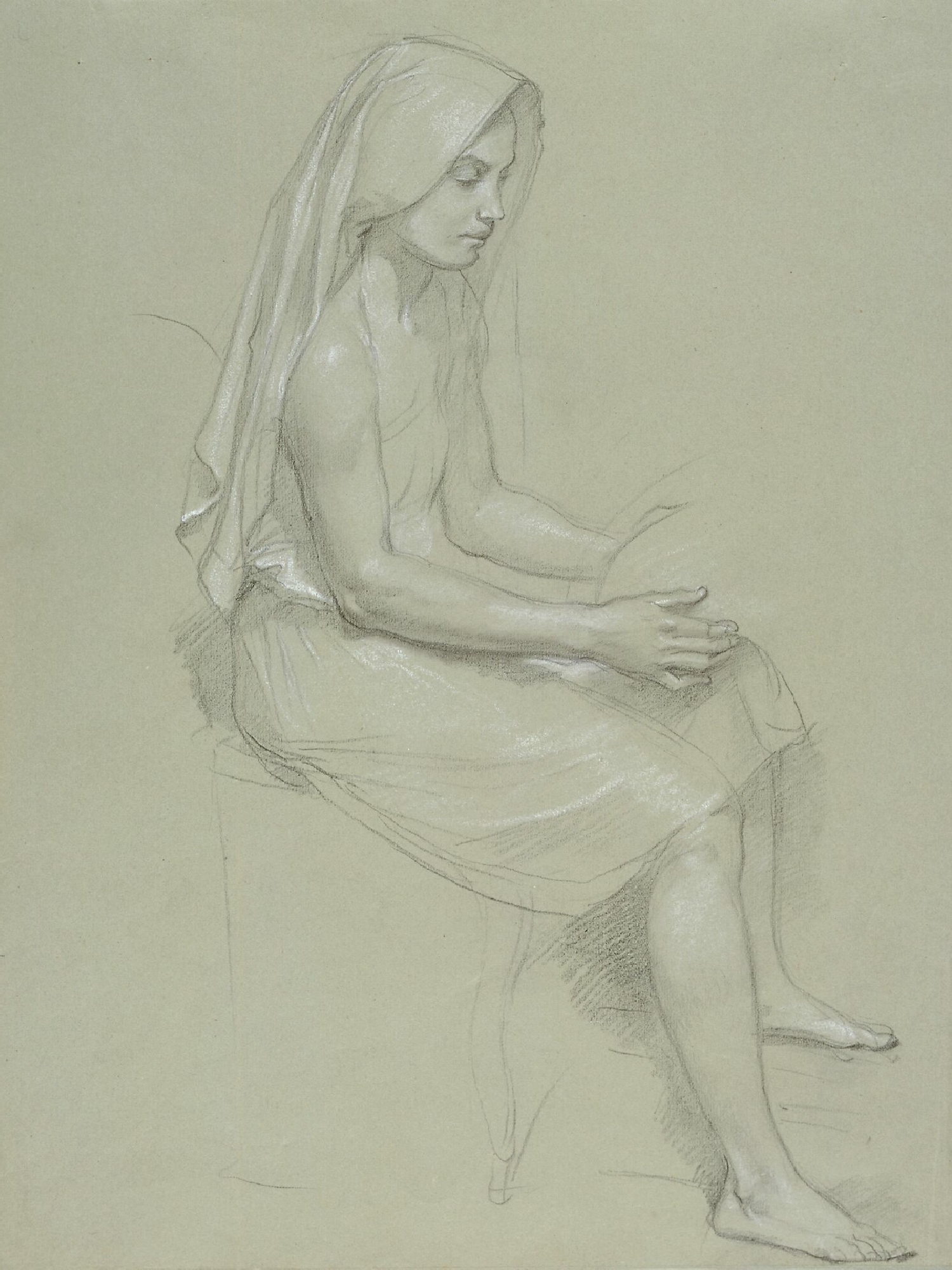
William-Adolphe Bouguereau

## Svenska tecknare
- Oskar Andersson
- Gunnar Brusewitz
- Ann Böttcher
- Albert Engström
- Gurr
- Nina Hemmingsson
- Oscar Jacobsson
- Birger Lundquist
- Jan Lööf
- Einar Nerman
- Jockum Nordström
- Eric Palmqvist
- Joakim Pirinen
- Johan Tobias Sergel
- Cecilia Torudd
- Gunnar Widholm